# Jim il primo
Jim il primo è un film western del 1964 diretto da Sergio Bergonzelli.

## Trama
Jim, detto Il primo, è un pistolero che ha deciso di abbandonare definitivamente la sua attività. Ma all'arrivo in città di una banda di criminali ci ripensa, e decide di agire mascherato.